# Kylie Lindsay
Kylie Lindsay (* 13. Oktober 1983 in Matamata) ist eine ehemalige neuseeländische Squashspielerin.

## Karriere
Kylie Lindsay spielte von 2000 bis 2014 auf der WSA World Tour und gewann auf dieser vier Titel bei insgesamt neun Finalteilnahmen. Ihre höchste Platzierung in der Weltrangliste erreichte sie mit Rang 34 im November 2012. Mit der neuseeländischen Nationalmannschaft nahm sie 2012 und 2014 an der Weltmeisterschaft teil. Sie gehörte außerdem bei den Commonwealth Games 2010 und 2014 zum neuseeländischen Kader. 2010 erreichte sie mit Tamsyn Leevey im Doppel das Viertelfinale, vier Jahre später scheiterte sie mit Megan Craig in der Gruppenphase.
Bei der Weltmeisterschaft 2018 fungierte sie als Nationaltrainerin der neuseeländischen Mannschaft. Lindsay hat einen Bachelorabschluss in Marketing und Sport Business Management von der Massey University.

## Erfolge
- Gewonnene WSA-Titel: 4